# 2023 au Népal
 2021 par pays en Asie — 2022 par pays en Asie — 2023 par pays en Asie — 2024 par pays en Asie — 2025 par pays en Asie
Cet article traite des événements qui se sont produits durant l'année 2023 au Népal.

## Événements

### Mars
- 9 mars : Élection présidentielle.

#### L'année 2023 dans le reste du monde
- L'année 2023 dans le monde
- 2023 par pays en Amérique, 2023 au Canada, 2023 aux États-Unis
- 2023 en Europe, 2023 dans l'Union européenne, 2023 en Belgique, 2023 en France, 2023 en Italie, 2023 en Suisse
- 2023 en Afrique • 2023 par pays en Asie • 2023 en Océanie
- 2023 aux Nations unies
- Décès en 2023
- Pandémie de Covid-19 au Népal